# Cemil Çiçek
Cemil Çiçek (prononcé [dʒe'mil tʃi'tʃek], né le 4 novembre 1946 à Yozgat) est un avocat et homme politique turc, ministre de la Justice puis président de la Grande Assemblée nationale de Turquie de 2011 à 2015.

## Biographie
Élu maire de Yozgat en 1984, Çiçek est nommé ministre d'État dans le gouvernement de Turgut Özal en 1987, charge qu'il assume jusqu'en 1991. En 1996, il est de nouveau nommé ministre d'État dans le cabinet de Mesut Yılmaz, mais ne reste au gouvernement que quelques semaines. Après la victoire de l'AKP aux élections législatives de 2002, Cemil Çiçek se voit confier le portefeuille de la Justice au sein du gouvernement d'Abdullah Gül ; il conserve ce portefeuille dans le premier gouvernement de Recep Tayyip Erdoğan. En 2007, après la nouvelle victoire de l'AKP à l'issue des élections parlementaires, il perd le ministère de la Justice au profit du titre de vice-Premier ministre du second gouvernement d'Erdoğan. 
À l'issue du scrutin législatif de 2011, Çiçek est désigné candidat à la présidence de la Grande Assemblée nationale, le Parlement de Turquie ; il est élu par 322 voix sur 550, et devient le second personnage de l'État, derrière le président de la République, Abdullah Gül. C'est à ce titre que, le 28 août 2014, il préside l'investiture présidentielle de Recep Tayyip Erdoğan, premier chef de l'État élu au suffrage universel direct.